# Mapa coroplético

A Eleição presidencial dos Estados Unidos da América (2004) representada em um mapa coroplético

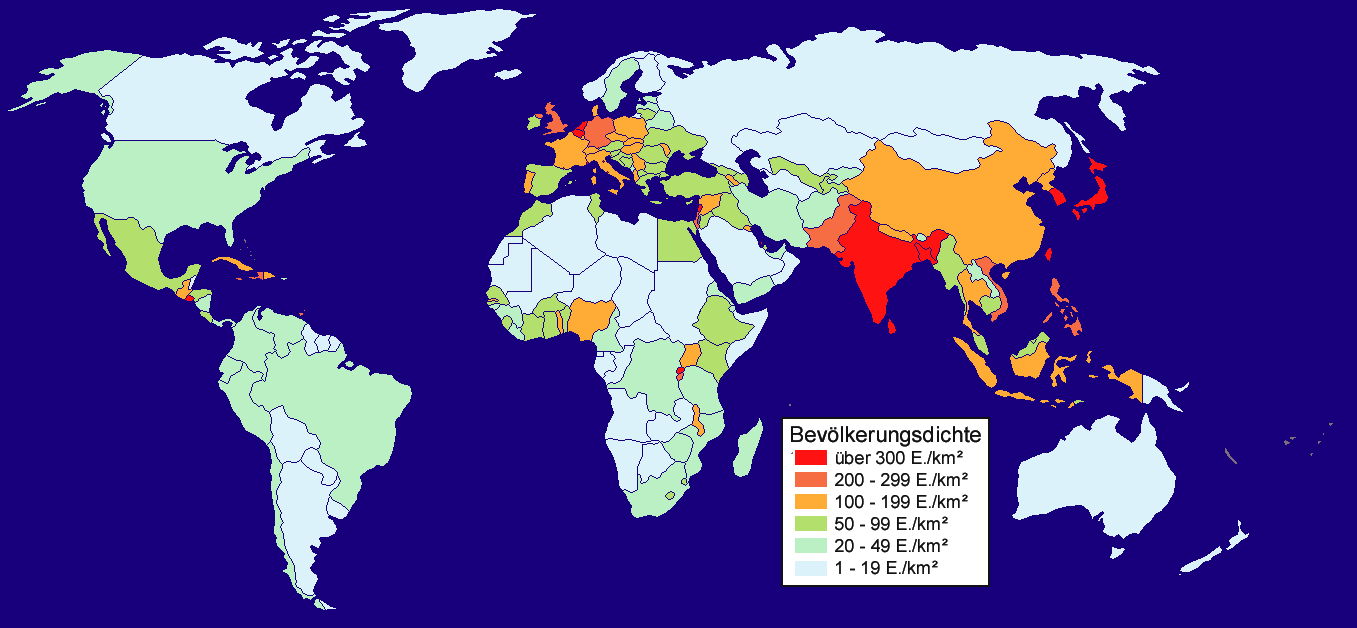
Mapa coroplético que representa a densidade populacional nos vários países

Mapa coroplético ou mapa coropleto é um tipo de mapa temático: um mapa coroplético representa normalmente uma superfície estatística por meio de áreas simbolizadas com cores, sombreamentos ou padrões de acordo com uma escala que representa a proporcionalidade da variável estatística em causa, como por exemplo a densidade populacional ou o rendimento per capita. Os símbolos criados a partir desta primitiva coincidem com as regiões onde foram coletados os dados, o que dá a impressão de que há uniformidade de dados dentro de cada uma das regiões e que as quebras ocorrem sempre nos limites destas áreas.
Assim, cada unidade de interesse passa a ser destacada de forma a representar diferentes magnitudes de um determinado atributo, ou seja, proporcionalmente ao nível de medida da variável estatística que está sendo retratada no mapa. Os mapas coropléticos são elaborados com dados quantitativos e qualitativos, embora alguns autores citem a existência de mapas corocromáticos, quando da simbolização de dados qualitativos (nível de medida nominal).

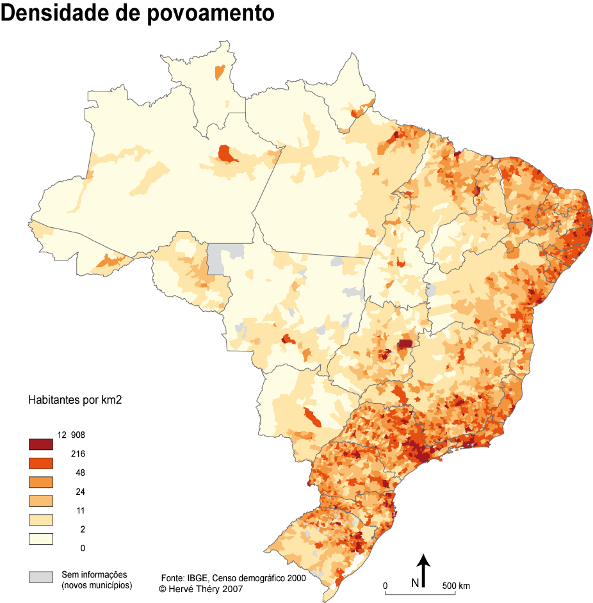
Mapa coroplético com informação ordenada no modo de implantação zonal

Para os dados quantitativos a legenda é dividida em classes conforme os métodos de classificação utilizados (intervalos iguais, quantis, médias, quebras-máximas, quebras-naturais, quebras de Jenks e etc.) e regras próprias de utilização da variável visual.
As variáveis visuais mais utilizadas em mapas coropléticos são os valores de cor, variando sua intensidade conforme a sequência de valores apresentados nas classes estabelecidas. Vários são os fatores a serem considerados para a seleção de um esquema de cores como o tipo de dados (unipolar, bipolar e balanceado), o tipo de saída de dados (impressão em papel, saída em monitor e etc), razões estéticas, uso do mapa e o tipo de audiência deste.

## Exemplo
Os mapas no modo de implantação zonal (figura ao lado), são os mais adequados para representar distribuições espaciais de dados que se refiram as áreas. São indicados para expor a distribuição das densidades (habitantes por quilômetro quadrado), rendimentos (toneladas por hectare), ou índices expressos em percentagens os quais refletem a variação da densidade de um fenômeno (médicos por habitante, taxa de natalidade, consumo de energia) ou ainda, outros valores que sejam relacionados a mais de um elemento.